# Mlaka (Rijeka)
Mlaka (tal. Mlaca) je riječki kvart, a istoimeni MO obuhvaća i Podpinjol (tal. Pignole) te bivšu industrijsku zonu Rijeke sve do Piopa.

## Zemljopis
Istočno graniči s područjem Riječke bolnice (Braće Sobol) koje pripada MO Potok, sjeverno s Podmurvicama, sjeverozapadno s Turnićem, a zapadno s Piopima (MO Sv. Nikola)

## Stanovništvo
Depopulacija Rijeke se odražava i na ovaj dio grada koji je u 10 godina izgubio preko 1.000 stanovnika (2001. 5039 st. - 2011. 3.992 stanovnka)

## Spomenici i znamenitosti
- Đardin - stari (zapušteni) gradski park (fontana Mustačon),
- Svjetionik udaljen 100 m od mora
- Hotel Emigranti (MGK)

- Upravna zgrada i postrojenja nekadašnje Rafinerije nafte Rijeka (najveće u AU)

## Mjesni odbor
Vijeće mjesnog odbora Mlaka sastoji se od pet članova s predsjednikom Ivom Simperom (SDP) na čelu.

## Privreda
Od nekad izrazito industrijskog područja preostao je jedino Metalografički kombinat (MGK Rijeka)

## Vanjske poveznice
- Službene stranice
- Interaktivni zemljovid MO[neaktivna poveznica]